# Beringin Lestari
Beringin Lestari is een bestuurslaag in het regentschap Kampar van de provincie Riau, Indonesië. Beringin Lestari telt 2317 inwoners (volkstelling 2010).